# کاکتوس ارکیده‌ای دندانه‌دار
کاکتوس ارکیده دندانه‌دار (نام علمی: Epiphyllum crenatum) گونه‌ای کاکتوس است. این کاکتوس دارای ساقه‌های صاف بوده و دارای ۶۰ سانتی‌متر طول و ۶ تا ۱۰ سانتی‌متر عرض و سفت و تقریباً شاداب است. گل‌های آن دارای ۱۸ تا ۲۹ سانتی‌متر طول و ۱۵ تا ۲۰ سانتی‌متر عرض است و در شب باز می‌شود و برای چند روز باقی می‌ماند و معطر هستند. تکثیر کاکتوس ارکیدی دندانه دار از طریق بذر و قلمه ساقه در ماه مه و اواسط سپتامبر امکان‌پذیر است. این گیاه در همه جای کره زمین قابل کشت است.